# Helene von Taussig
Pour les articles homonymes, voir Taussig.
Helene von Taussig, née le 10 mai 1879 à Vienne et décédée le 21 avril 1942, est une artiste peintre autrichienne.

## Biographie
Helene von Taussig est la cinquième sur douze enfants, d'une famille juive installée à Vienne. En 1910, elle se rend avec sa compagne Emma Schlangenhausen à Oschwand, en Suisse, où elles étudient la peinture avec Cuno Amiet. De 1911 à 1914, elle intègre l'Académie Ranson à Paris. Un déménagement prévu à Munich est empêché par le déclenchement de la guerre,.
Pendant la Première Guerre mondiale, elle sert dans la Croix-Rouge sur le front d'Isonzo. Après la guerre, elle s’installe dans la région d'Anif à Salzbourg avec Emma Schlangenhausen et l’artiste sculptrice et céramiste autrichienne Hilde Exner.
En 1923, Helene von Taussig se convertit au catholicisme, et en 1934, elle s'installe dans un atelier conçu par l’architecte autrichien Otto Prossinger. En 1940, en raison de son ascendance juive, elle est forcée de déménager à Vienne, avant d’être déportée dans le ghetto d'Izbica en Pologne, où elle décède le 21 avril 1942.

## Carrière artistique
Financièrement indépendante tout au long de sa vie, Helene von Taussig apparaît rarement dans la vie artistique autrichienne, mais profite de ses séjours à l'étranger pour établir des contacts avec des galeries. Sa première exposition est présentée à Salzbourg en 1927. En 1929, elle réalise deux expositions individuelles à Paris et à La Haye.
En 1933, Helene von Taussig publie son portfolio Der Tänzer Harald Kreutzberg, comprenant vingt-quatre études de mouvements de la nouvelle star de la danse allemande, Harald Kreutzberg. En raison de son orientation décisive vers l'expressionnisme allemand et le fauvisme, l’artiste est peu reconnue dans l'art autrichien, et n'a guère été remarquée de son vivant,. 

## Héritage
Son œuvre disparaît dans l’oubli jusqu’en 1991, date à laquelle des tableaux sont retrouvés et sauvés. En 2012, le musée de Salzbourg a rendu un grand nombre de ses tableaux à ses héritiers dans le cadre de la loi fédérale sur la restitution des œuvres d'art des musées et collections fédéraux autrichiens,. Les héritiers d’Helen von Taussig ont ensuite revendu onze des dix-neuf tableaux au musée de Salzbourg. Certaines œuvres graphiques de l’artiste se trouvent à la Bibliothèque universitaire de Salzbourg,.
En 2014, la mémoire d’Helen von Taussig est commémorée par un stolpersteine, pavé de métal de l'artiste berlinois Gunter Demnig, installée sur la Kirchenplatz, à Anif. Son travail a été inclus dans l'exposition City Of Women de 2019 : Les femmes artistes à Vienne de 1900 à 1938, organisée à la Österreichische Galerie Belvedere.

## Galerie

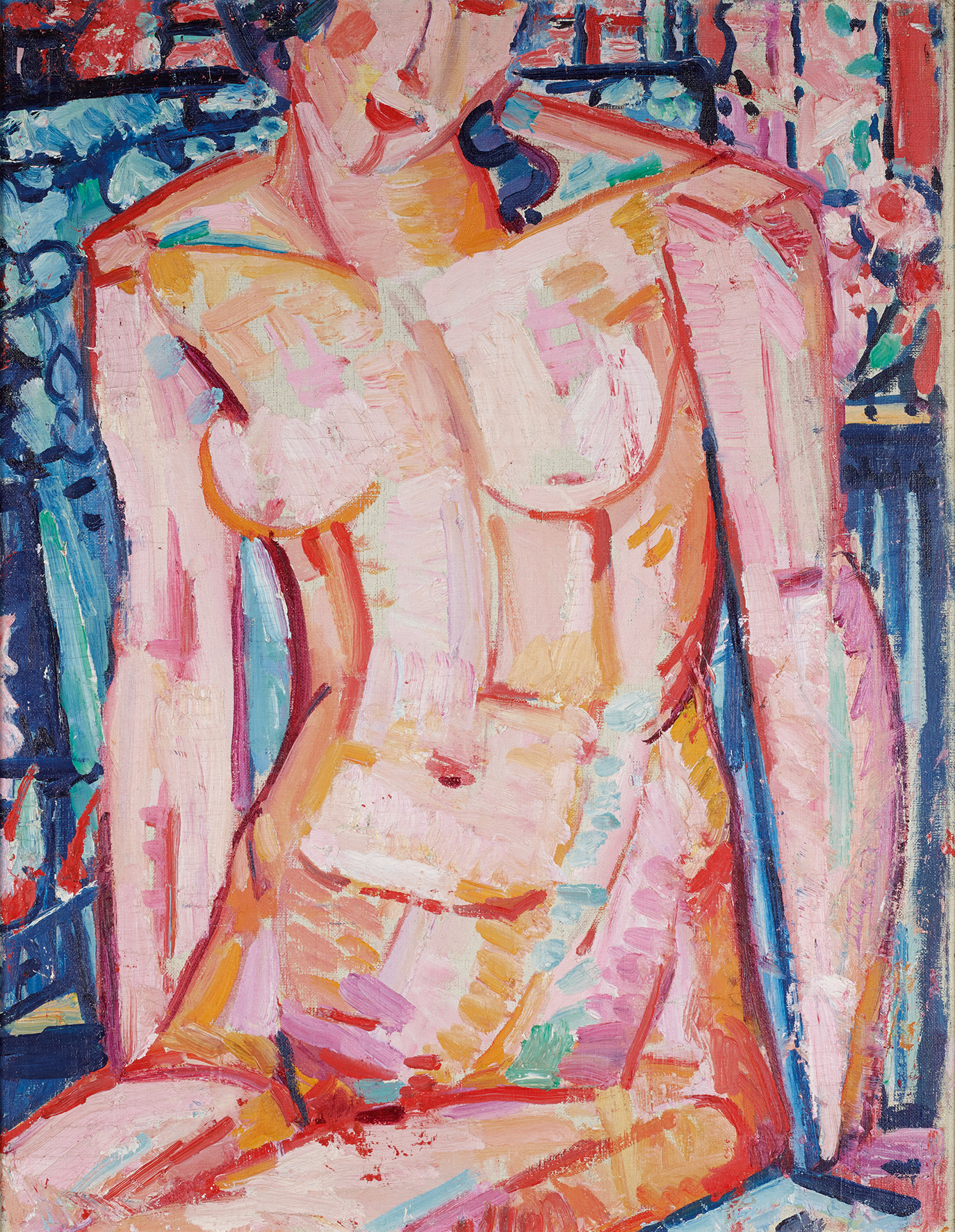
Female Nude on a Blue Chair, avant 1942.
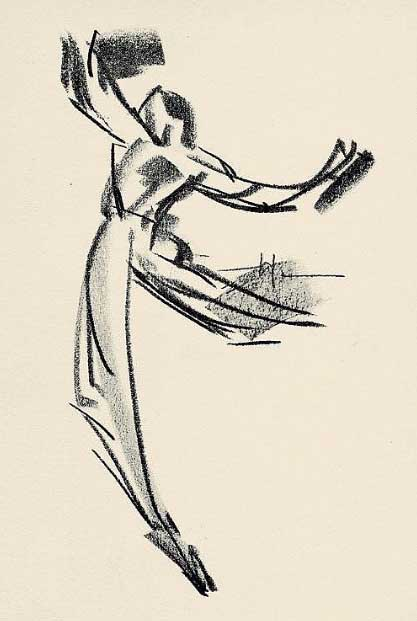
Der Tänzer Harald Kreutzberg, 1933.
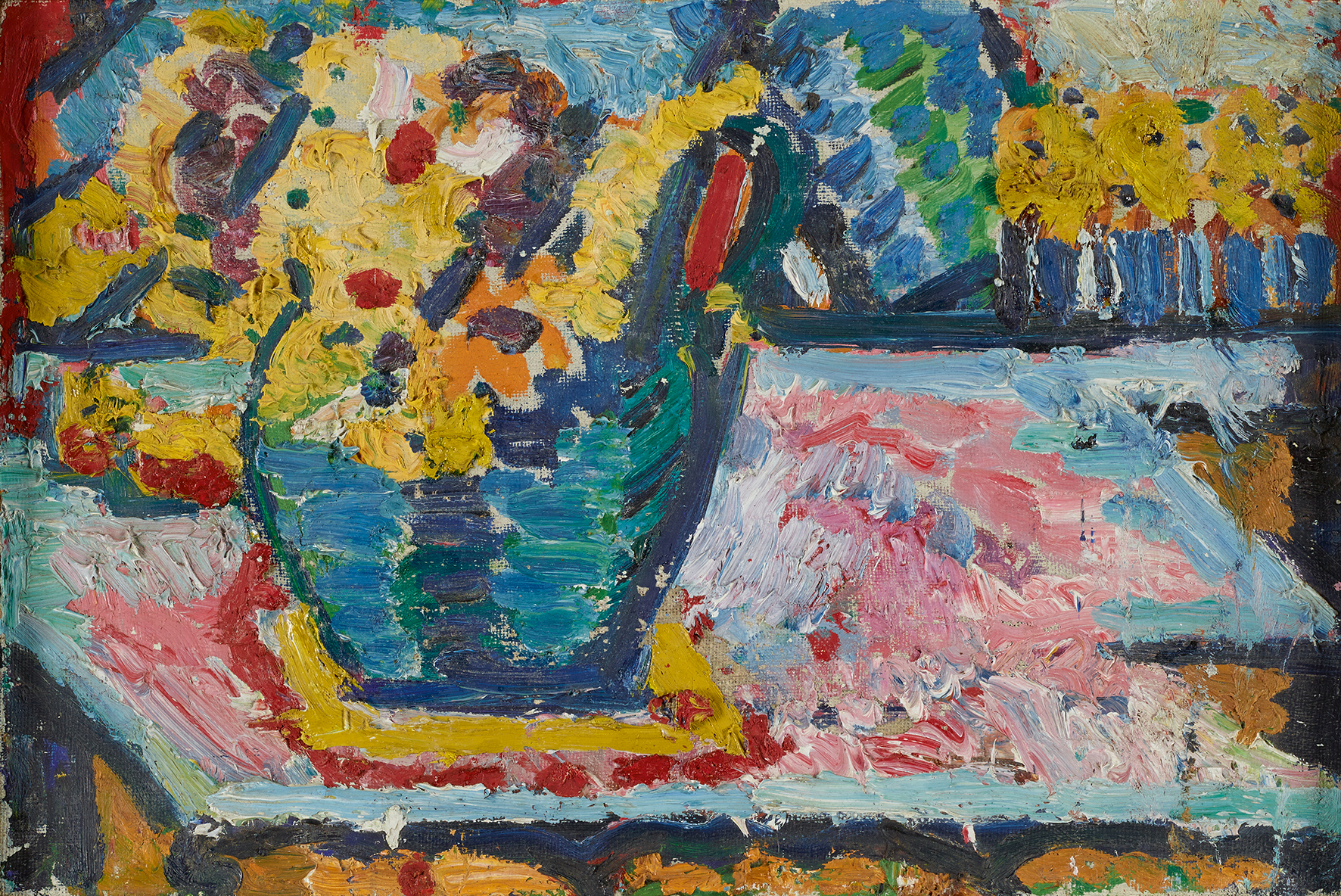
Still Life with Jug of Flowers, vers 1920.
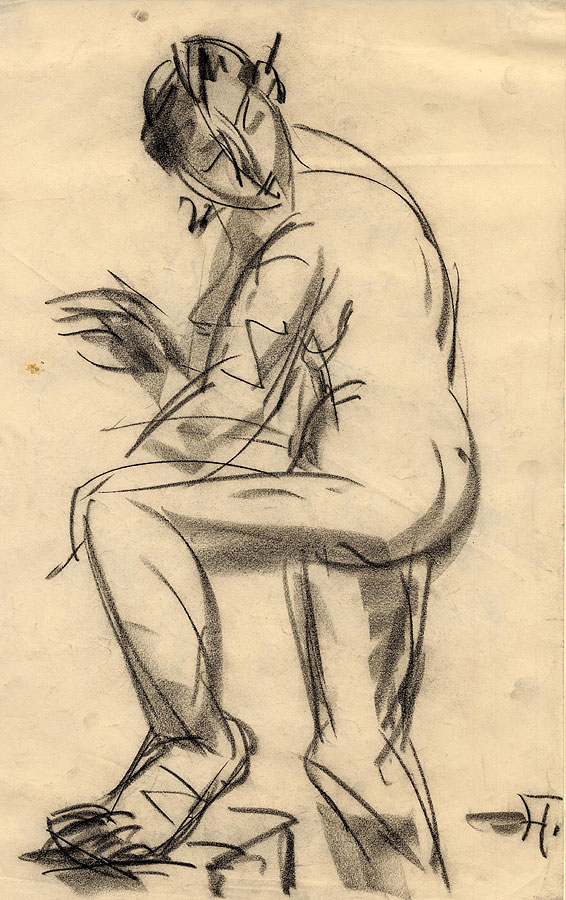
2 Aktstudien, 1932.
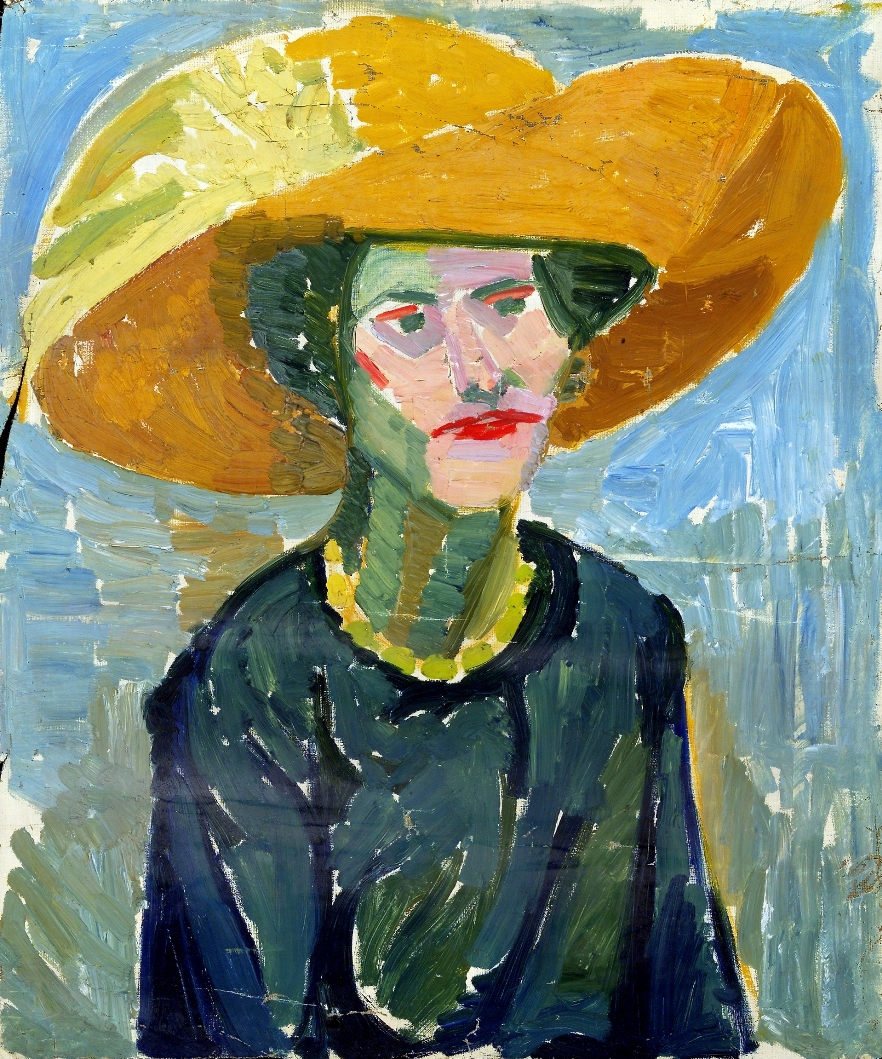
Dame mit gelbem Hut, 1920.